# Hetaerina erythrokalamus
Hetaerina erythrokalamus – gatunek ważki z rodziny świteziankowatych (Calopterygidae).